# Řestoky
Řestoky jsou obec v okrese Chrudim v Pardubickém kraji. Leží asi osm kilometrů východně od Chrudimi, tři kilometry jižně od Hrochova Týnce a asi dva kilometry severozápadně od Chrasti u Chrudimi. Žije zde 470 obyvatel.

## Popis
Řestoky jsou vesnicí postupně narostlou podél ulicové návsi. V současnosti je zde evidováno 165 domů.

## Název
Název obce pochází ze staroslovanského „Žestoci“, což znamená „divocí“ nebo „drsní“.

## Historie
První písemná zmínka pochází z roku 1115. Podle dokumentace to tak je třetí nejstarší obec na Chrudimsku, hned po Chrudimi a Vrbatově Kostelci. Roku 1350 byla v Řestokách zřízena samostatná farnost. Fara však za husitských válek zanikla. Roku 1604 byl zřízen mlýn. 
Po bitvě na Bílé hoře nebyla fara obnovena, ale roku 1664 byly Řestoky oficiálně přičleněny k farnosti Chrast a zdejší kostel se stal filiálním. Roku 1821 byl položen základní kámen nové školy, která byla roku 1842 rozšířena.

## Obyvatelstvo
| Rok            | 1869 | 1880 | 1890 | 1900 | 1910 | 1921 | 1930 | 1950 | 1961 | 1970 | 1980 | 1991 | 2001 | 2011 | 2021 |
| -------------- | ---- | ---- | ---- | ---- | ---- | ---- | ---- | ---- | ---- | ---- | ---- | ---- | ---- | ---- | ---- |
| Počet obyvatel | 420  | 484  | 519  | 486  | 515  | 586  | 564  | 462  | 490  | 479  | 491  | 460  | 463  | 475  | 481  |
| Počet domů     | 72   | 73   | 74   | 75   | 88   | 93   | 110  | 119  | 121  | 118  | 129  | 153  | 157  | 166  | 170  |

## Obecní správa

### Obecní symboly
Znak a vlajka byly obci uděleny rozhodnutím předsedkyně Poslanecké sněmovny Parlamentu České republiky dne 24. února 2011.

## Pamětihodnosti
- Původně gotický, barokně přestavěný kostel svatého Václava. V roce 1901 byl kostel regotizován a byl zřízen nový hlavní oltář. Na věži se dochoval památný zvon z roku 1492 o váze 170 kg. Kostel je obklopen hřbitovem, na němž rostou čtyři památné lípy malolisté
- Z lidové architektury je v Řestokách dochováno několik klasicistních statků a také barokní sýpka z 18. století

## Osobnosti
- Spisovatelka Helena Šmahelová, narozena v Řestokách 14. července 1910. Její bratr byl v Řestokách starosta.